# Жизнь вдвоём
«Жизнь вдвоем» — французская кинокомедия с участием звёзд французского кино: Луи де Фюнеса, Фернанделя, Жана Маре и Жерара Филипа.

## Сюжет
Писатель Пьер Каро (Пьер Брассёр) издал книгу «Жизнь вдвоём», повествующую о реальных отношениях четырёх пар. Книга имела огромный успех и принесла автору не только известность, но и большое состояние. По прошествии многих лет писатель составляет завещание, согласно которому, всё его состояние унаследует та пара, которая сумела сохранить свою любовь. В случае, если ни одной паре это не удалось, деньги получат его коллеги, трудившиеся над изданием книги…

## Интересные факты
- Луи де Фюнес исполняет роль нотариуса Стефана.